# Étrésillon

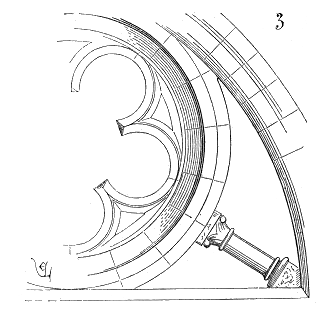
Étrésillon de rosace.

Un étrésillon (du moyen français estesillon, « bâton servant à maintenir la gueule ouverte »), issu du latin tensare, « tendre ») est un étai en bois, en pierre ou en métal renforçant les parois lors de reprises en sous-œuvre ou maintenant l'écart entre des parois : jambage de baie, murs, panneaux de boisage (pour blindage) de terrain en fouille.
Le mot étrésillon est souvent employé à la place d'entretoise lorsque cette dernière pièce entre dans la composition d'un solivage (plan horizontal), ou d’une ossature bois (plan vertical) pour éviter le flambage de la structure.

## Galerie

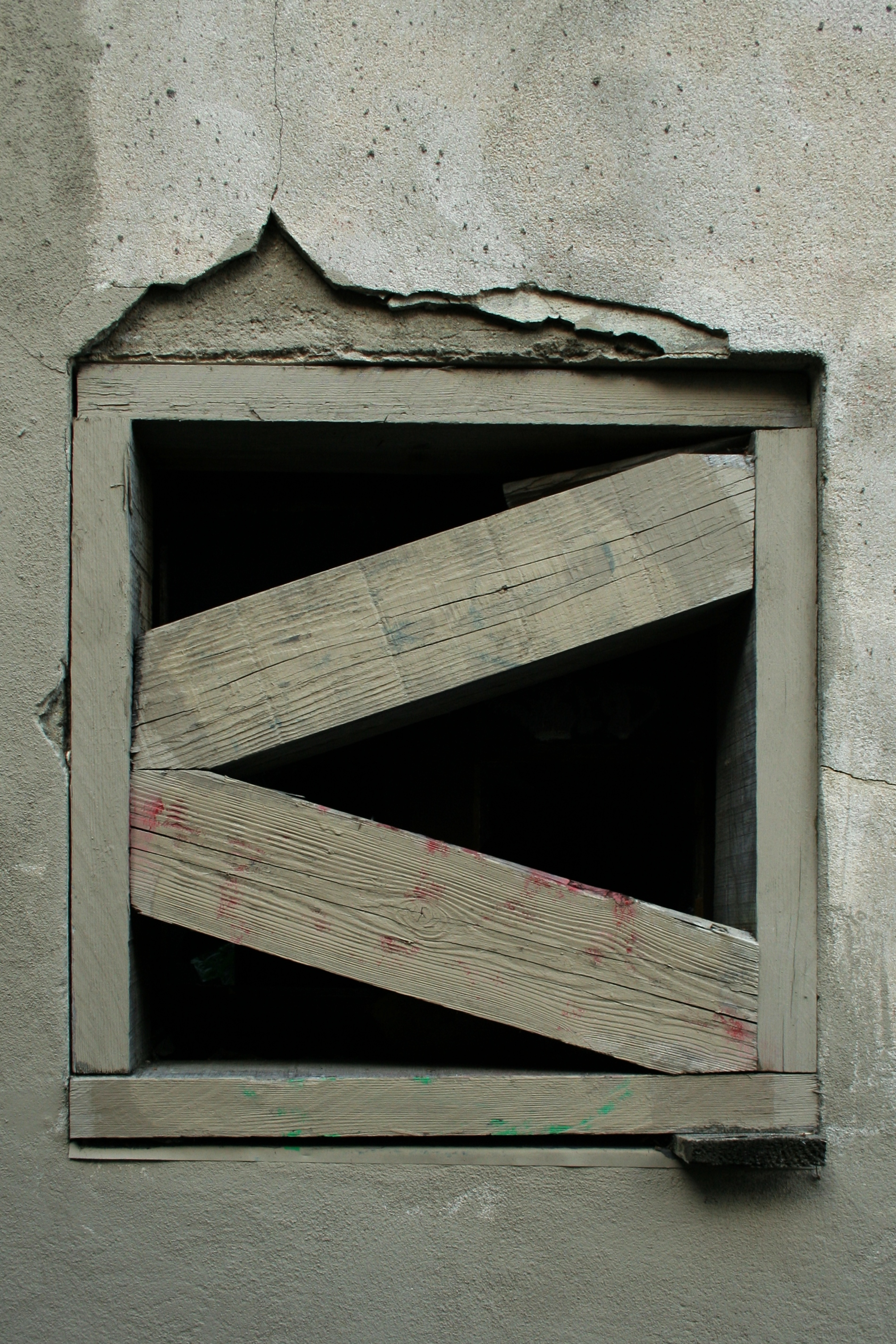
Étrésillon dans une fenêtre.
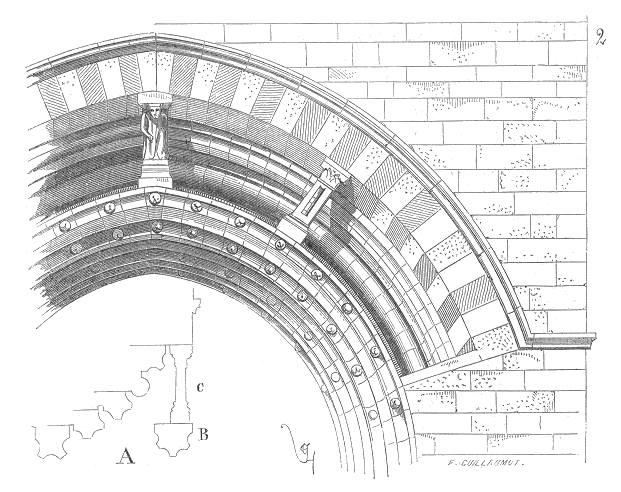
Étrésillon de porche, en forme de pilastre.